# Погорельцев, Александр Егорович
Александр Егорович Погорельцев (25 августа 1917, Илюшино, Томская губерния — 27 сентября 1978, Гатчина, Ленинградская область) — Герой Советского Союза, парторг батальона 446-го стрелкового полка (397-я стрелковая дивизия, 61-я армия, 1-й Белорусский фронт), старший лейтенант.

## Биография
Родился 25 августа 1917 года в посёлке Илюшино Чулымской волости Каинского уезда Томской губернии (ныне посёлок находится в Чулымском районе Новосибирской области) в семье крестьянина. Русский.
Окончил 7 классов. С 1930 по 1938 годы работал в колхозе «Ленинский путь».
В 1938 году Чулымским райвоенкоматом Новосибирской области был призван в Красную армию. Как отличник боевой и политической подготовки в сентябре 1940 года был направлен на курсы младших политруков запаса, которые он закончил в феврале 1941 года и был демобилизован. Работал в Ленинск-Кузнецком горисполкоме в должности заведующего отделом коммунального хозяйства.
В июле 1941 года был вновь призван в армию и направлен на курсы политработников. После учёбы на курсах назначен на должность политрука батареи, затем парторга батальона. В действующей армии с мая 1942 года на Северо-Западном, 1-м Белорусском, 1-м, 2-м и 3-м Прибалтийских фронтах. Член ВКП(б) с 1942 года.
Освобождал Ригу. Участвовал в наступлении на Варшаву, участник боёв на Сандомирском плацдарме. Парторг батальона 446-го стрелкового полка старший лейтенант Погорельцев с 14 января по 7 февраля 1945 года, в период упорных боёв на территории Германии, постоянно находился в боевых порядках пехоты. За это время батальон прошёл с боями 430 километров. Не раз вступал в яростные рукопашные схватки с врагом, личным примером увлекал бойцов на выполнение боевой задачи.
После войны продолжал служить в Советской армии. В 1946 году окончил военно-политическое училище.
С 1964 года полковник Погорельцев — в запасе. Жил в городе Гатчина Ленинградской области. Работал мастером на заводе.
Умер 27 сентября 1978 года, похоронен на Новом кладбище Гатчины.

## Награды и звания
- Звание Героя Советского Союза присвоено указом Президиума Верховного Совета СССР от 27 февраля 1945 года.
- Награждён орденами Ленина, Красной Звезды и многими медалями.

## Память
- В Новосибирске имя Героя Советского Союза Александра Егоровича Погорельцева увековечено на Аллее Героев у Монумента Славы.
- Именем Героя названы улицы в городах Полысаево и Ленинск-Кузнецкий[2].